# 3 Kaukaski Korpus Armijny
3 Kaukaski Korpus Armijny (ros. 3-й Кавказский армейский корпус) – jeden ze związków operacyjno-taktycznych  Imperium Rosyjskiego w czasie I wojny światowej. Istniał w latach 1912–1918. Sformowany w 1912.  Wchodził w skład Kaukaskiego Okręgu Wojskowego. Rozformowany na początku 1918 r. 

## Struktura organizacyjna
Organizacja w 1914
- dowództwo i sztab – Władykaukaz
- 21 Dywizja Piechoty
- 52  Dywizja Piechoty
- 3 Kaukaska Dywizja Kozaków
- 3 Kaukaski  dywizjon  moździerzy
- 3 Kaukaski batalion saperów

## Podporządkowanie
- 3 Armii (od 2.08.1914)
- 12 Armii (15 - 28.02.1915)
- 3 Armii (20.04.1915 - 1.02.1916)
- 3 Armii (11.09 - grudzień 1917)

## Dowódcy korpusu
- gen. artylerii W.A. Irmanow (maj 1912 - czerwiec 1917)
- gen. lejtnant M.N. Iwanow (lipiec - sierpień 1917)
- gen. lejtnant książę A.N. Eristow (od sierpnia 1917)